# Elisabeth Seitz
Elisabeth Seitz (Heidelberg, 4 novembre 1993) è un'ex ginnasta tedesca, vicecampionessa europea nel 2011.
Specializzata alle parallele, su questo attrezzo ha vinto un bronzo mondiale e tre medaglie europee, oltre ad aver partecipato a tre finali olimpiche.
Ha dato il suo nome a una transizione con torsione dallo staggio più basso a quello più alto, il "Seitz".

## Carriera
Seitz ha disputato gli Europei juniores di Clermont-Ferrand 2008 piazzandosi sesta alle parallele asimmetriche, e a partire dall'anno seguente ha iniziato a competere a livello senior partecipando ai Mondiali di Londra 2009. Agli Europei di Berlino 2011 si è laureata vicecampionessa continentale dietro la russa Anna Dement'eva. 
Alle Olimpiadi di Londra 2012 Seitz non riesce a qualificarsi alla finale del concorso a squadre con la Germania, ma da individualista centra la finale del concorso individuale e delle parallele asimmetriche. Nell'all-around si piazza decima, mentre alle parallele giunge al sesto posto.
Seitz, insieme a Sophie Scheder e Leah Griesser, ha fatto parte delle squadra tedesca vincitrice della medaglia d'argento ai I Giochi europei di Baku 2015. 
Partecipa alla sua seconda Olimpiade in occasione dei Giochi di Rio de Janeiro 2016 contribuendo al sesto posto ottenuto dalla Germania, inoltre si piazza diciassettesima nel concorso individuale e resta ai piedi del podio nella finale alle parallele asimmetriche dietro la connazionale Sophie Scheder medaglia di bronzo. Si rifà alle parallele vincendo la medaglia di bronzo, a pari merito con la britannica Elissa Downie, ai campionati europei di Cluj-Napoca 2017.
Ai Mondiali di Doha 2018 vince la medaglia di bronzo alle parallele asimmetriche, dietro la statunitense Simone Biles e la belga Nina Derwael.
Nel 2021 viene scelta per far parte della squadra tedesca alle Olimoadi di Tokyo, insieme a Kim Bui, Pauline Schäfer e Sarah Voss.
Il 25 luglio prende parte alle Qualifiche: la Germania non riesce a qualificarsi per la finale a squadre, ma individualmente Seitz si qualifica per la finale all-around e per la finale alle parallele.
Il 29 luglio termina nona nella finale all around.
Il 2 agosto partecipa alla finale alle parallele, concludendo al quinto posto.